# تمپل (دهانه)

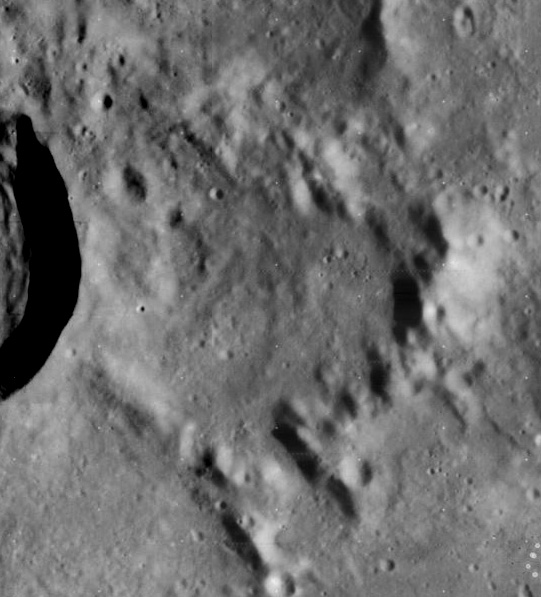
دهانه تمپل بر سطح ماه

تمپل یک دهانه برخوردی در ماه‌ است.